# Jeff Garcia
Jeffrey Jason "Jeff" Garcia (født 24. februar 1970 i Gilroy, Californien, USA) er en tidligere amerikansk footballspiller, der mellem 1999 og 2011 spillede i som quarterback for flere klubber i NFL.
Hans præstationer har sørget for at han fire gange, i år 2000, 2001, 2002 og 2007 er blevet udvalgt til Pro Bowl, ligaens All-Star kamp.
Garcias første NFL-hold var San Francisco 49'ers, som han spillede for i fem sæsoner fra 1999 til 2003. Han har desuden spillet hos Cleveland Browns, Detroit Lions og Philadelphia Eagles, inden han i 2007 flyttede til Florida og Tampa Bay Buccaneers. I 2009 repræsenterede han igen Eagles, og i 2011 Houston Texans.

## Klubber
- 1999-2003: San Francisco 49ers
- 2004: Cleveland Browns
- 2005: Detroit Lions
- 2006: Philadelphia Eagles
- 2007-2008: Tampa Bay Buccaneers
- 2009: Philadelphia Eagles
- 2010: Omaha Nighthawks (UFL)
- 2011: Houston Texans